# ماوسزاهن
ماوسزاهن (بالإنجليزية: Mausezahn)‏ أداة سريعة لتوليد حركية بيانات في الشبكة, تم تطويرها باللغة سي.
الأداة مفتوحة المصدر منذ الإصدار 0.31 و تحت رخصة جنو العمومية. توفي مطور الأداة هاربار هآس (Herbert Haas) في 25 جوان 2011 ، و تم دمج الأداة في أدواة ناتسنيف آن جي (netsniff-ng) بعد تطويرها.

## التسمية
يعود مصدر كلمة ماوسزاهن إلى العبارة (Mause zahn) باللغة الألمانية وتعني سن الفأرة.

## المزايا
من مزايا الأداة:
- توليد وإرسال رسائل نظام أسماء النطاقات (DNS).